# Dacia (abitazione)

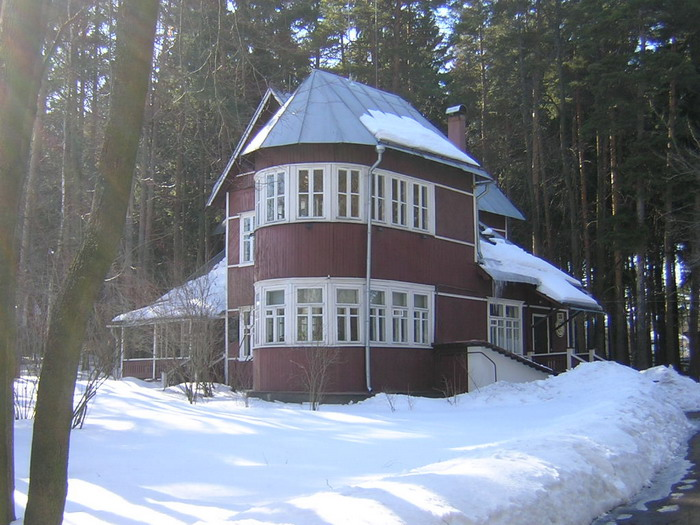
La dacia di Boris Pasternak a Peredelkino.

La dacia (in russo дача?, dača; ) è un'abitazione russa situata nelle campagne intorno alle grandi città e di solito posseduta dagli abitanti delle stesse che la usano per trascorrervi le vacanze o per affittarle ad altri villeggianti.
Le dacie sono molto comuni in Russia e sono molto diffuse anche in alcune repubbliche dell'ex Unione Sovietica e del Blocco orientale. Da un'indagine risalente al 1993–1994 è risultato che circa il 25% delle famiglie russe che vivono nelle grandi città hanno una dacia.

## Etimo
In russo arcaico, la parola dača deriva dal verbo "davat" (dare) significa qualcosa di dato. Inizialmente si riferiva ad un appezzamento di terreno dato dallo zar ai suoi nobili. Con il tempo il termine venne utilizzato per identificare anche l'edificio situato sul terreno. In alcuni casi i proprietari occupano la loro dacia per parte dell'anno e la affittano nei mesi estivi a villeggianti provenienti dalle città. Le persone che vivono nelle dacie sono chiamate dačnik (in russo дачник?) termine che identifica lo stile di vita.

## Storia

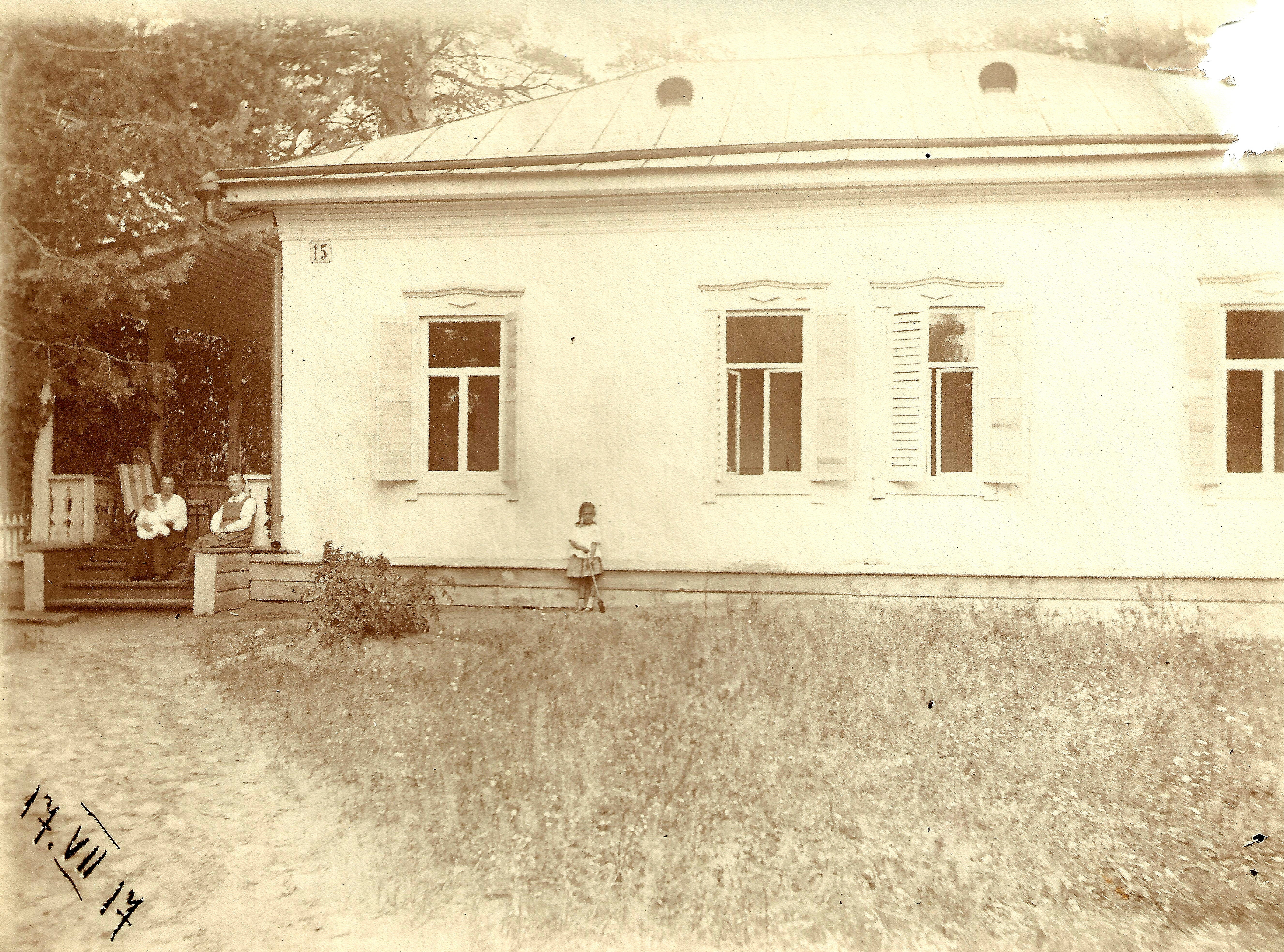
Una dacia nei pressi di Mosca, 1917

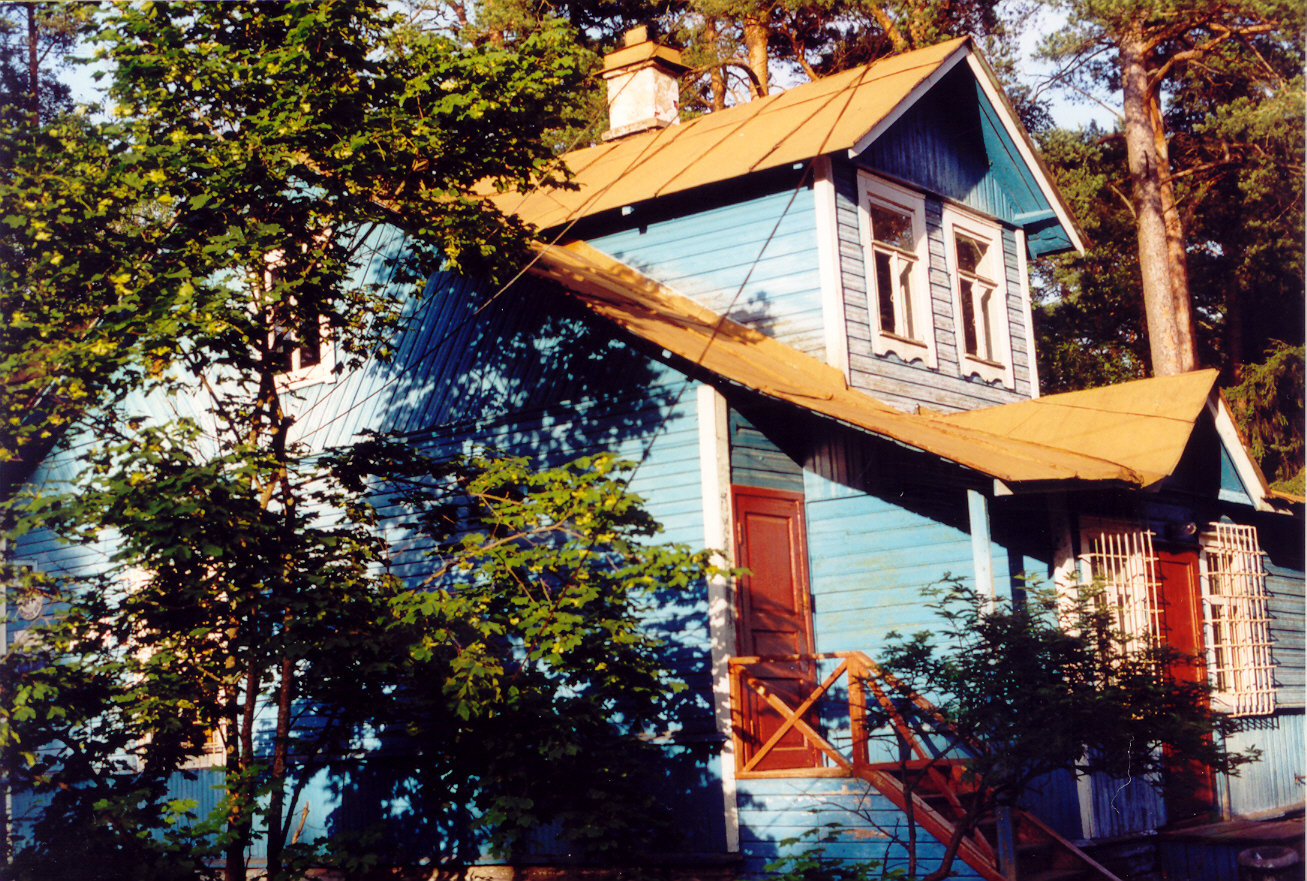
Una vecchia dacia nei pressi di San Pietroburgo

Le prime dacie in Russia cominciarono ad apparire nel XVII secolo durante il regno di Pietro il Grande. Inizialmente erano casette estive site in campagna che venivano date ai vassalli leali dallo zar.
Durante l'illuminismo, l'aristocrazia russa usò le sue dacie per incontri culturali e sociali che venivano solitamente accompagnati da balli in maschera e spettacoli pirotecnici. La rivoluzione industriale vide una rapida crescita della popolazione urbana e l'incremento del desiderio dei residenti in città di sfuggire, almeno temporaneamente, all'inquinamento.
Dalla fine del XIX secolo, la dacia diventò lo svago preferito estivo per la classe dominante e il ceto medio della società russa. In epoca zarista le dacie divennero più dei giardini e meno utilizzate per coltivare prodotti alimentari.
Dopo la rivoluzione bolscevica del 1917, la maggior parte delle dacie vennero nazionalizzate. Alcune furono convertite in case di villeggiatura per la classe lavoratrice, mentre altre, solitamente quelle di qualità migliore, vennero distribuite tra i funzionari prominenti del PCUS e della nuova ed emergente élite culturale e scientifica. Tutte le dacie salvo poche restavano proprietà dello Stato e il diritto ad usufruirne era solitamente revocato quando l'occupante si dimetteva o cadeva in disgrazia presso il governo. La dacia favorita di Stalin si trovava a Gagra, in Abcasia. La costruzione di nuove dacie venne limitata fino ai tardi anni quaranta e necessitava di un'approvazione speciale da parte dei leader del PCUS.

### La dacia in epoca sovietica
Nel periodo successivo alla seconda guerra mondiale a fronte del fallimento dell'economia pianificata del programma agricolo che non riusciva a provvedere abbastanza prodotti freschi il governo sovietico iniziò ad assegnare agli abitanti delle città degli appezzamenti di terreno di circa 600 m² allo scopo di coltivare frutta e verdura, sul terreno erano costruite delle semplici casette di legno non allacciate alla fognatura, senza acqua corrente e senza riscaldamento.
Considerato che non c'era una legge effettiva che vietasse la costruzione di dacie, molti cominciarono ad occupare lotti di terra non utilizzati vicino alle città, alcune baracche, capanne ed edifici più importanti che servirono come dacie. Questa pratica di occupazione venne stimolata dal desiderio degli abitanti urbani, tutti residenti in condomini, di passare un po' di tempo vicino alla natura, ed anche di far crescere i propri frutti e la propria verdura. Col passare del tempo il numero degli occupanti crebbe geometricamente e il governo non ebbe altra scelta che riconoscere ufficialmente il loro diritto a coltivare "dilettantescamente". Nel 1955 venne introdotto un nuovo tipo di soggetto nel sistema giuridico sovietico, chiamato società di giardinieri (in russo садоводческое товарищество?; da non confondere con giardino comunitario). La società di giardinieri riceveva il diritto all'uso permanente della terra esclusivamente per fini agricoli ed il permesso di allacciarsi alla rete elettrica e idrica. Nel 1958 venne introdotta un'ulteriore forma di organizzazione, la cooperativa per la costruzione di dacie (DSK) (in russo дачно-строительный кооператив?), che riconosceva il diritto del singolo a costruire una piccola casa sulla terra locata dal governo. La normativa prevedeva la costruzione di "strutture provvisorie" senza riscaldamento e con una superficie massima di circa 25 m2, a partire dal 1980 la superficie venne ampliata a 50 m2.
Gli anni ottanta videro il picco del boom delle dacie, quando praticamente ogni famiglia benestante nel paese aveva una dacia di sua proprietà o passava i fine settimana e le vacanze nelle dacie di amici. Spesso disagiate e senza impianto idraulico le dacie erano comunque la migliore soluzione per i milioni di famiglie della classe lavoratrice per avere uno svago estivo a pochi soldi. Avere un appezzamento di terra offriva inoltre l'opportunità per gli abitanti di città di concedersi il piacere di coltivare le proprie piante. Al giorno d'oggi, le vacanze della festa dei lavoratori restano una caratteristica della vita russa che permette ai residenti in città un lungo fine settimana per piantare, seminare e controllare gli alberi da frutto, visto che il terreno si scongela dal lungo inverno russo. Dal momento che non ci sono altre festività nazionali lunghe abbastanza per dedicarsi alla piantumazione, molti datori di lavoro danno ai propri dipendenti un giorno di vacanza in più specificatamente per questo motivo.
Il collasso del comunismo nell'Unione Sovietica vide il ritorno alla proprietà privata. Da allora molte dacie sono state privatizzate e la Russia è ora la nazione con il maggior numero di proprietari di seconde case. La crescita degli standard di vita negli ultimi anni ha dato modo a molti proprietari di investire il proprio denaro in miglioramenti. Quindi, negli ultimi tempi, le dacie sono case completamente equipaggiate, utilizzabili come residenza permanente. L'economia di mercato ha trasformato la dacia in un bene, che generalmente riflette la condizione economica del suo proprietario e può essere liberamente commerciata nel mercato immobiliare.
In conseguenza al rapido incremento dell'urbanizzazione in Russia, molte case nei villaggi sono correntemente vendute per essere usate come dacie. Molti paesi russi ora hanno residenti temporanei, i dačnik. Alcuni villaggi sono stati completamente trasformati in insediamenti composti interamente di dacie, mentre alcuni vecchi insediamenti di dacie non appaiono come abitazioni temporanee. I vantaggi di acquistare una dacia in un villaggio sono solitamente: bassi costi, grandi appezzamenti di terra e grande distanza tra le case. Gli svantaggi possono essere: servizi di bassa qualità, meno sicurezza, e tipicamente una distanza maggiore per raggiungerle.

## Gosdacia
Le dacie di stato assegnate ai membri del governo, accademici, ufficiali superiori dell'esercito ed altre figure importanti sono chiamate "gosdacia" (in russo госдача?, abbreviazione di "государственная дача" — "dacia di stato"). Nella moderna Russia, l'amministrazione presidenziale continua a possedere numerose dacie nel paese che sono affittate, spesso non a prezzi di mercato, a funzionari del governo. 
Il presidente russo ha la residenza ufficiale della sua dacia a Zavidovo e Novo-Ogarëvo. Le gosdacie a Komarovo e Peredelkino a Mosca sono abitate da molti intellettuali e artisti sovietici. Vladimir Putin ha la sua dacia personale ad Ozero.

## Dacie dell'élite
In tempi moderni, l'ascesa di una nuova classe di nuovi ricchi nella società russa, i cosiddetti nuovi russi, ha aggiunto una nuova dimensione al concetto di dacia.
Con costi di costruzione che spesso raggiungono milioni di dollari, di fatto un ritorno ai tempi delle dimore di campagna nobiliari pre-rivoluzionarie, le dacie dell'élite del paese non reggono il confronto con quelle dell'era sovietica. La maggior parte delle dacie dell'élite sono costruite di cemento e mattoni a differenza di quelle del ceto medio che sono in massima parte fatte di legno. Assimilabili per dimensione e allestimento a ville e palazzi, esse diventano una complessa ostentazione di status sociale, ricchezza e potere. Questi nuovi simboli di prosperità sono progettati da architetti, solitamente in stile eclettico che rifletta i gusti dei proprietari, con l'aggiunta di numerosi articoli di lusso come statue di marmo, fontane e piante esotiche. Alcuni hanno attrezzature sportive di ultima tecnologia come piscine interne, campi da tennis multipli e stalle. Qualche dacia ha anche una piccola foresta con tanto di laghetto.
Molti magnati, imprenditori di successo, sportivi, popstar e boss mafiosi ora scelgono la dacia come residenza principale. Come risultato di ciò, queste sono spesso circondate da solidi recinti equipaggiati di filo spinato, telecamere di sorveglianza e/o sensori di movimento e, a volte, anche da guardie pesantemente armate.